# Caulibugula glabra
Caulibugula glabra är en mossdjursart som först beskrevs av Walter Douglas Hincks 1883.  Caulibugula glabra ingår i släktet Caulibugula och familjen Bugulidae.
Artens utbredningsområde är havet kring Australien. Inga underarter finns listade i Catalogue of Life.